# 清水豊
清水 豊（しみず ゆたか、1967年 - ）は、大阪府出身の日本画家。創画会会員。
京都市立芸術大学大学院日本画科修了。大学在学中から創画賞や三渓展優秀賞などを受賞。2007年現在、創画会の会員の中では最年少。趣味はクライミング。

## 略歴
- 1993年 第19回京都春季創画展春季展賞
- 1994年 第21回創画展創画会賞
- 1994年 第20回京都春季創画展春季展賞
- 1995年 第21回京都春季創画展春季展賞
- 1996年 第5回京都新聞日本画賞展優秀賞
- 1999年 第25回京都春季創画展春季展賞
- 2000年 第27回創画展創画会賞
- 2000年 第8回川端龍子賞展佳作
- 2002年 第29回創画展創画会賞
- 2002年 創画会会員（－現在）